# Stazione di Takedao
La Stazione di Takedao (武田尾駅?, Takedao-eki) è una stazione ferroviaria situata in una zona rurale di Takarazuka, città della prefettura di Hyōgo in Giappone sulla linea Fukuchiyama e servita dal servizio JR Takarazuka della JR West.

## Servizi ferroviari
West Japan Railway Company
■ Linea JR Takarazuka

## Struttura
La stazione è dotata di due marciapiedi laterali per due binari, in parte su viadotto e in parte all'interno di un tunnel. In media circolano circa 4 treni all'ora per tutto il giorno, con rinforzi in direzione Osaka la mattina.
| 1 | ■ Linea JR Takarazuka | per Sanda, Sasayamaguchi e Fukuchiyama         |
| 2 | ■ Linea JR Takarazuka | per Takarazuka, Amagasaki, Osaka e Kitashinchi |

## Stazioni adiacenti
| «                                         | Servizio            | »                   |
| Linea JR Takarazuka                       | Linea JR Takarazuka | Linea JR Takarazuka |
| ----------------------------------------- | ------------------- | ------------------- |
| Nishinomiyanajio                          | Locale              | Dōjō                |
| Il Rapido e il Rapido Tambaji non fermano |                     |                     |